# Блу Ерт (Минесота)
Блу Ерт (енгл. Blue Earth) град је у америчкој савезној држави Минесота.

## Демографија
По попису из 2010. године број становника је 3.353, што је 268 (-7,4%) становника мање него 2000. године.
| Група             | 2000.         | 2010.         |
| Белци             | 3.427 (94,6%) | 3.071 (91,6%) |
| Афроамериканци    | 6 (0,2%)      | 5 (0,1%)      |
| Азијати           | 12 (0,3%)     | 7 (0,2%)      |
| Хиспаноамериканци | 150 (4,1%)    | 233 (6,9%)    |
| Укупно            | 3.621         | 3.353         |